# Матриця ADL
Матриця ADL (запропонована Артуром Д. Літлом, англ. Arthur D. Little) -  інструмент для стратегічного аналізу і планування в маркетингу.
Матриця ADL  утворюється поєднанням 4-х стадій життєвого циклу ринку/галузі та однією з 5-ти конкурентних позицій: ведучою, сильною, сприятливою, міцною або слабкою.
Зрілість сектора відображає етапи зміни ринку, відповідні стадіям ЖЦТ. Тим самим забезпечується можливість аналізу розвитку ринку в часі. Кожному етапу відповідають певні фінансові характеристики, специфічні форми конкуренції, різні форми стратегічної поведінки. При визначенні положення відносно конкурентів використовуються і показники ринкової частки, і показники конкурентоспроможності, і інтенсивність конкурентної боротьби.